# Csípőbél

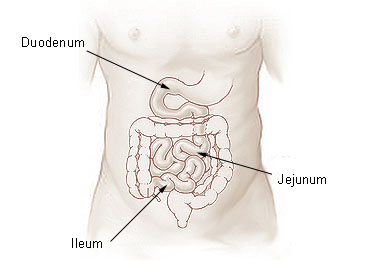
A vékonybél hasfali vetülete

A csípőbél (ileum) a vékonybél harmadik szakasza, a jejunum és a vastagbél között helyezkedik el.

## Etimológia
ileum jelentése görögül (eileo): összenyomom, csavarom

## Embriológia
A csípőbél az embrionális középbélből fejlődik ki.
A szikhólyag és a foetalis bél között összeköttetés van, amely az 5. embrionális héten záródik és eltűnik, ha nem Meckel-divertikulum formájában fennmaradhat.

## Méretek
- hossza: 2–4 m
- átmérője: 2-2,5 cm

## Anatómia

### Ér- és idegellátás

#### Vérellátás

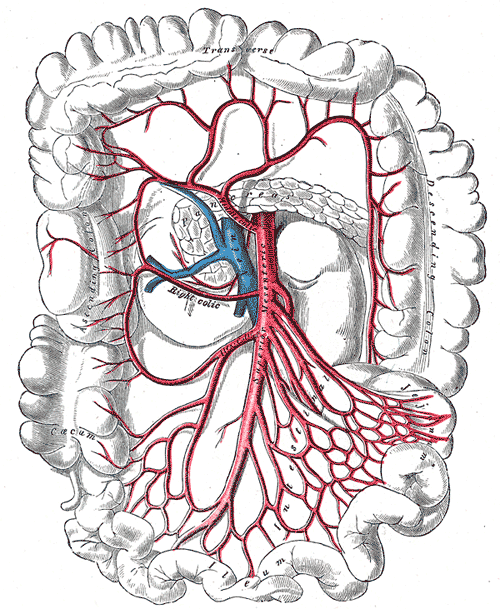
Az ileum vérellátása (az a. mesenterica superior ágrendszere)

A csípőbél vérellátását az a. mesenterica superior végzi:
- aa. ileales: 5-10 rövid és vékony artéria

Az ileum végének (terminalis ileum) vérellátása sajátos: az utolsó ileumkacs, valamint a hozzá tartozó mesenterium vérellátása szegényes (Treves-féle avasculris rész). Az utolsó ileum artéria és az a. ileocolica ilealis ága között anasztomózis áll fenn.

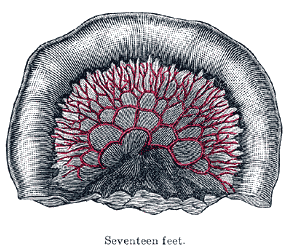
Csípőbél artériás árkádjai

A mesenteriumban az ellátó artérák két ágra oszlanak, és az egymással szomszédos artériák érárkádokat hoznak létre. A jejunumtól a coecum (vakbél) irányába egyre több artériás árkádot képeznek, a terminális ileum szintjén akár 5 árkádot is. Az utolsó árkád, a bél szélétől néhány centiméterre a béllel párhuzamosan halad, ebből a bélre merőleges artériák indulnak, ezek a Dwight-féle egyenes erek. Az egyenes erek kb. 4 mm távolságra erednek egymástól, párban vagy eredés után oszlanak két ágra, amelyek majd a bél jobb és bal oldalán haladnak körbe. A belet elérve átfúrják a muscularis réteget, és a submucosában hálózatot alkotnak, majd a mucosa irányába ágakat adnak.

#### Vénás elvezetés

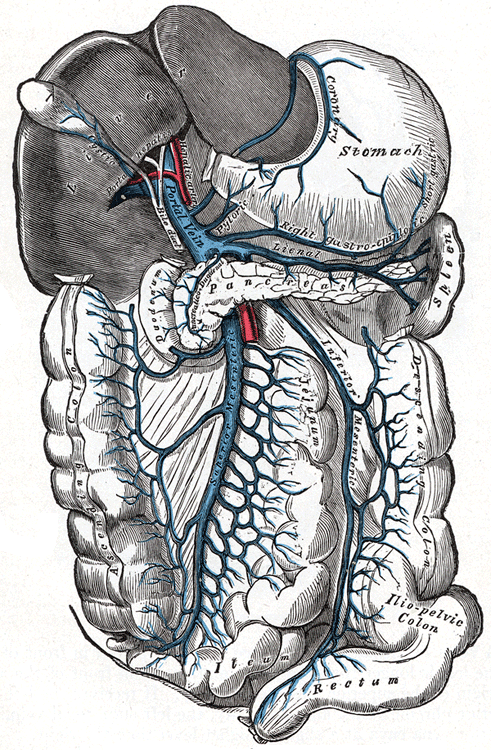
A csípőbél vénás elvezetése, a v. portae rendszer része

A vénák nagyjából az artériákat követik, számuk kisebb, mint az artériáké, egymással gazdag anasztomózis rendszert alakítanak ki, az éhbél vénáival egyesülve a v. mesenterica superior alkotásában vesznek részt.
- tr. intermedialis: ferdén felfelé és jobbra tart, az jejunoilealis átmenet vérét gyűjti.
- tr. ilealis: függőleges ágakból szedődik össze (vv. ileales), az ileum kacsok vérét drénezi.
  - v. ileocolica: az utolsó ileum kacstól ered.

#### Nyirokkeringés
A nyirokkeringés három hálózattal (mucosa, submucosa, subserosa szintjén) veszi kezdetét.
A nyirokcsomók 3 csoportban helyezkednek a nyirokutak mentén:
- Perifériás (Nodii lymphatici mesenterici juxtaintestinales): a mesenteriumban, a bél és az utolsó artériás árkád között helyezkednek el.
- Intermedialis: az első érárkádok mentén vannak.
- Centrális (Nodii lymphatici mesenterici centrales / superiores): a mesenterium gyökben, az a. és v. mesenterica superior körül helyezkednek el.

#### Beidegzés
Szimpatikus:
- plexus coeliacus
- plexus mesentericus superior

Paraszimpatikus:
- nervus vagus

### Szövettan
A jejunum falának felépítése hasonló a vékonybél többi részéhez (részletesen lásd ott).
Néhány különbség figyelhető meg szabad szemmel és mikroszkopikusan:
- átmérője kisebb
- mesenteriumában több zsírszövet található
- belső felszínén számos nyálkahártyaredő látható, de kevesebb, mint az éhbélen
- a bélbolyhok rövidebbek és gyérebbek, mint az éhbélben
- sok Peyer-plakk és kehelysejt található
- submucosában nincsenek Brunner-mirigyek
- a serosa szinte körkörösen borítja

## Élettan
Ahogyan jól körülírt strukturális határ nincs a jejunum és ileum között, így nincs jelentős különbség a funkcióban sem.